# NEOPHILIA
《NEOPHILIA》為平野綾的第5張單曲。
由Lantis於2007年11月7日發行。

## 概要
- 為3個月連續發行單曲企劃的第2彈[1]。
- 為3個月連續發行單曲中唯一由黑須克彦以外的人創作的樂曲。
- NEOPHILIA的意思為「喜歡新事物」。
- 主題是「冷酷＆優雅」（Cool＆Elegant）。

## 收錄曲
1. NEOPHILIA [4:10]
  - 作詞：平野綾、畑亞貴／作曲・編曲：齋藤真也
  - 吉他：石井裕 、貝斯：黑須克彦
2. forget me nots... [4:02]
  - 作詞：平野綾／作曲・編曲：黑須克彦
  - 吉他：加藤大祐、貝斯：黑須克彦、爵士鼓：河村智康
3. NEOPHILIA（OFF VOCAL)
4. forget me nots...（OFF VOCAL)

## 商業搭配
- 埼玉電視台『アニたま』片尾曲（2007年11月） #1

## 脚注
1. ↑  .   [2009-09-22]. （原始内容存档于2008-06-22）.